# 月島遥花
月島 遥花（つきしま はるか、1995年11月30日 - ）は、日本のAV女優。バンビプロモーション所属。

## 略歴・人物
2015年9月にデビューした、スレンダー体型で貧乳のロリ系AV女優。
趣味はお菓子作り、特技は水泳。

## 出演作品

### アダルトDVD
2015年
- 透き通る美肌のパイパンスレンダー美少女AVデビュー（9月1日、キャンディ）
- 堅物の理系女子大生に教授という立場を利用し輪姦を強要したら… タガが外れた様に腰を振りまくるド淫乱娘に豹変しました。（9月25日、kawaii*）※「遥花」名義[要出典]
- 合コンでお持ち帰りした女子を隠し撮り。 許可無しAV発売。 其の九（10月1日、変態紳士倶楽部）※「はるか」名義　他出演:さき[要出典]
- 彼氏持ちギャルの不満を徹底調査!愚痴を聞きつつ「AV男優とSEXしてみませんか?」と出演交渉しOKしたユルマンギャルに怒涛の中出ししてみたら…（10月9日、SCOOP）他出演:里美まゆ、酒井ももか、舞坂仁美[要出典]
- 小さな胸に劣等感を抱えた可愛い貧乳女子ナンパ（10月10日、ホットエンターテイメント）※「えみか」名義　他出演:さとみ、なつみ、ゆま、ゆみ、ちさと[要出典]
- 緊縛姉妹（10月10日、MAD）共演:大友杏璃
- 偶然見かけた貧乳女子がまさかのノーブラ!? 見られる事に興奮した彼女の敏感乳首はビンビンに立っていて… 3（10月10日、DOC）他出演:跡美しゅり、瀬奈まお[要出典]
- 街行く女子校生に”スク水”着せてHな事しちゃいました!! 2（10月10日、DOC）※「かな」名義　他出演:はるか、しおり、なぎさ、のぞみ、みずき、ちな、ひな、るみ、まゆ[要出典]
- 美脚で美尻の女子大生・遥花 お尻をくいっと持ち上げて、後ろから突かれるのが好きです…。（10月13日、オーロラプロジェクト）
- ガチナンパ! ド素人さん赤面くぱぁ////で生マ●コを見せてくれませんか?（10月15日、ピーターズ）他出演:安達メイ、工藤りさ、里美まゆ[要出典]
- どエロ超ミニスカ女\街角援●交際 2（10月23日、S級素人）他出演:穂高ゆうき、舞坂仁美、美月あおい、舞川ゆりな[要出典]
- 都内某相席居酒屋でヤリまくりコンパ!!（10月23日、S級素人）共演:白桃心奈、稀夕らら、西口あられ、愛音くぅ、松浦ゆきな[要出典]
- つるぺたガリガリ美少女 大学生 書店アルバイト はるかちゃん 19歳（11月8日、ケートライブ）※「はるか」名義
- まんずり鑑賞会 3 シロウト女性が恥らいながらカメラの前でオナニー披露!（11月10日、ブリット）他出演:なごみ、天宮まりる、吉川れな、藤本紫媛 ほか[要出典]
- 顔出し!女子大生限定 マジックミラー号 初めてのデカチンにハニかむうぶ素人娘編 5 〜彼氏の短小チ●ポしか見た事ない! 未経験の大きなチ●ポを目の前に本能ムキ出しでオマ●コ本気濡れ!!〜 in池袋（11月12日、ディープス）※「みく」名義　他出演:えりな、あかね、ひろこ、みさと、みわ、ちひろ[要出典]
- ガチ本番!! 極上素人ナンパ即挿入!! in大宮（11月13日、S級素人）他出演:稀夕らら、酒井ももか、森はるら、彩城ゆりな、裕木まゆ、一条リオン ほか[要出典]
- 応募してきた出稼ぎ上京若妻 借金返済中出しバイト（11月13日、S級素人）他出演:里美まゆ、穂高ゆうき、青山未来、酒井ももか[要出典]
- 奇跡のスレンダーボディー! ショートカットが可愛すぎるガリ貧パイパン妹（12月20日、ケートライブ）※「はるか」名義